# Cesare Rossarol
«Чезаре Россарол» (італ. Cesare Rossarol) — лідер ескадрених міноносців (пізніше есмінець) типу «Алессандро Поеріо» ВМС Італії початку XX століття.

## Історія створення
«Чезаре Россарол» був закладений 30 червня 1913 року на верфі «Ansaldo» в Генуї. Спущений на воду 15 серпня 1914 року, вступив у стрій 6 серпня 1915 року.
Свою назву корабель отримав на честь Чезаре Россарола, італійського військовика та патріота.

## Історія служби
Після в ступу Італії у Першу світову війну «Чезаре Россарол» разом з однотипними «Алессандро Поеріо» і «Гульєльмо Пепе» був включений до складу II групи розвідників IV морської дивізії. Кораблі базувались у Венеції та діяли в Адріатиці.
3 травня 1916 року «Чезаре Россарол», «Гульєльмо Пепе», «Франческо Нулло» і «Джузеппе Міссорі» прикривали есмінці «Дзеффіро» і «Фучільєре», які здійснювали постановку мін поблизу Шибеника.
11 травня «Чезаре Россарол» і «Гульєльмо Пепе» здійснили постановку мінних полів поблизу Анкони..
25-26 серпня «Чезаре Россарол» і «Гульєльмо Пепе» супроводжували атаку торпедних катерів MAS та міноносців «34 PN» і «35 PN» проти пароплавів у Дураццо. Проте місія закінчилась безрезультатно, оскільки ворожі пароплави покинули порт.
Згодом есмінець був перебазований в Бріндізі, де увійшов до складу IV групи розвідників  IV дивізії і діяв у Нижній Адріатиці.
У 1917 році корабель пройшов модернізацію, під час якої на ньому були встановлені дві 40-мм зенітні гармати Vickers QF 2.
10 березня 1918 року італійські есмінці «Чезаре Россарол», «Алессандро Поеріо», «Карло Мірабелло», «Аугусто Ріботі», «Джачінто Каріні», «Піладе Брондзетті»,  «Антоніо Мосто», «Іпполіто Ньєво» та французькі «Каск» мав прикривати атаку торпедних човнів на австро-угорський порт Порторозе. Операція була скасована через погану погоду. Наступна операція 16 березня також була скасована через негоду. Напад 18 березня був скасований, оскільки розвідка доповіла, що австрійський флот залишив порт.
Того ж року «Чезаре Россарол» пройшов чергову модернізацію, під час якої 102/35-мм гармати «Vickers-Terni Mod. 1914» були замінені на сучасніші 102/45-мм гармати «Schneider-Canet Mod. 1917».
Після підписання перемир'я у Вілла Джусті 3 листопада 1918 року «Чезаре Россарол» був перебазований у Верхню Адріатику і базувався в Пулі. 10 листопада він разом з «Гульєльмо Пепе» доставив в Пулу піхоту для окупації міста.
16 листопада «Чезаре Россарол» вийшов з Пули і вирушив до Фіуме, маючи на борту югославського офіцера, який мав переконати іррегулярні сербо-хорватські війська не перешкоджати італійській окупації міста. О 12:45 корабель підірвався на міні і затонув. Загинуло 100 моряків, в тому числі капітан корабля Людовіко де Філіппі (італ. Ludovico de Filippi). 34 моряки були врятовані.
На пам'ять про корабель трофейний австро-угорський есмінець SMS B 97, отриманий Італією у 1920 році як репарація, був названий «Чезаре Россарол». Корабель перебував у строю до 1924 року4.